# 올림픽 모리타니 선수단
모리타니는 1984년 이후 개최된 모든 현대 하계 올림픽 행사에 올림픽 선수들을 파견했지만 아직 올림픽 메달을 획득하지 못했다. 모리타니는 아직 동계 올림픽에 출전한 적이 없다.
국가 올림픽 위원회(National Olympic Committee)는 1962년에 결성되었고 1979년에 국제 올림픽 위원회(International Olympic Committee)의 승인을 받았다. 모리타니의 첫 여자 올림픽 선수는 2000년 하계 올림픽에 출전한 파투 디엥(Fatou Dieng)이었다.

## 대회별 메달 집계

### 하계 올림픽 메달 집계
| 경기                  | 선수          | 금 | 은 | 동 | 합계 | 순위 |
| 1984년 로스앤젤레스   | 2             | 0  | 0  | 0  | 0    | –    |
| 1988년 서울           | 6             | 0  | 0  | 0  | 0    | –    |
| 1992년 바르셀로나     | 6             | 0  | 0  | 0  | 0    | –    |
| 1996년 애틀랜타       | 4             | 0  | 0  | 0  | 0    | –    |
| 2000년 시드니         | 2             | 0  | 0  | 0  | 0    | –    |
| 2004년 아테네         | 2             | 0  | 0  | 0  | 0    | –    |
| 2008년 베이징         | 2             | 0  | 0  | 0  | 0    | –    |
| 2012년 런던           | 2             | 0  | 0  | 0  | 0    | –    |
| 2016년 리우데자네이루 | 2             | 0  | 0  | 0  | 0    | –    |
| 2020년 도쿄           | 2             | 0  | 0  | 0  | 0    | –    |
| 2024년 파리           | 미래의 이벤트 |    |    |    |      |      |
| 2028년 로스앤젤레스   | 미래의 이벤트 |    |    |    |      |      |
| 2032년 브리즈번       | 미래의 이벤트 |    |    |    |      |      |
| 합계                  | 합계          | 0  | 0  | 0  | 0    | –    |